# 距瓣尾囊草
距瓣尾囊草（学名：Urophysa rockii），为毛茛科尾囊草属下的一个种。